# Ancula fuegiensis
Ancula fuegiensis is een slakkensoort uit de familie van de Goniodorididae. De wetenschappelijke naam van de soort is voor het eerst geldig gepubliceerd in 1926 door Odhner.